# 工藤晃 (新自由クラブ)
工藤 晃（くどう あきら、1927年3月 - 2001年6月18日）は、日本の医師、政治家。衆議院議員（1期）。

## 経歴
大分県出身。
1951年、慶應義塾大学附属医学専門部卒業。1961年3月、ウサギの脳代謝の研究（「家兎の脳の諸部分におけるGlutamine酸Glutamine及びγ-amino酪酸の濃度及びそれのPicrotoxinまたはMorphineによる変動」）で慶應義塾大学より医学博士を取得。同年、南米医療調査団の副団長としてブラジルの奥地に滞在し、医療活動や調査活動に従事した。横浜市内で診療所を経営するかたわら、1973年の赤ちゃんあっせん事件を契機に「実子特例法の立法化を推進する会」を立ち上げ、その代表世話人として活動していた。
1976年12月5日に実施された第34回衆議院議員総選挙で、当時の神奈川県第1区 (中選挙区)に、当時結成されたばかりの新自由クラブから初めて立候補した。結成当時の新自由クラブは、神奈川県選出の現職代議士が2人がおり（2区：田川誠一、5区：河野洋平）、神奈川県は強力な地盤であった。3区には県議経験のあった甘利正、4区には官僚出身の川合武の擁立がきまったが、1区の候補選びは難航し、最後に工藤の擁立が発表された。ロッキード事件を契機に自民党への批判が高まる中で、ブームを起こすことに成功した新自由クラブは、結党時の代議士5人から17人へと躍進し、工藤も10万票を超える得票で、1区でのトップ当選を果たした。
衆議院では、同じく初当選した同姓同名の工藤晃（東京7区：共産党）がいて、「国会史上、はじめての例」として話題となった。
衆議院議員を1期を務めた工藤は、その後の3回の総選挙に、いずれも神奈川1区から立候補したが、新自由クラブの公認を得た第35回（1979年）、第36回（1980年）の総選挙では得票数を最初の立候補時から半減させて落選し、無所属で立候補した第37回（1983年）の総選挙では7千票あまりで最下位と惨敗した。
2001年6月18日、急性心筋梗塞のため横浜市磯子区の病院で死去した。74歳。死没日付をもって従五位勲四等に叙され、旭日小綬章を追贈された。